# Tadsjikistan ved sommer-OL 2012
Tadsjikistan deltog ved Sommer-OL 2012 i London som blev arrangeret i perioden 27. juli til 12. august 2012. 

## Medaljer
| 2012 London  | Guld | Sølv | Bronze | Total |
| Tadsjikistan | 0    | 0    | 1      | 1     |

### Medaljevinderne
| Tadsjikistan under OL 2012 i London | Tadsjikistan under OL 2012 i London | Tadsjikistan under OL 2012 i London | Tadsjikistan under OL 2012 i London |
| Medaljer                            | Atlet                               | Sport                               | Øvelse                              |
| ----------------------------------- | ----------------------------------- | ----------------------------------- | ----------------------------------- |
| Bronze                              | Mavzuna Chorieva                    | Boksning                            | Letvægt kvinder                     |